# 문창모
문창모(文昌模, 1907년 4월 23일 ~ 2002년 3월 13일)는 대한민국의 의사, 정치인이다. 제14대 국회의원을 지냈다.

## 생애
본관은 남평이고 호는 야성(野聲)이다. 평안북도 선천에서 출생했다. 1926년 순종 황제의 국장과 관련하여 독립 운동에 투신하고 참여했다. 이로 인해서 일본 경찰에 피체된 후 기소 유예로 석방된 바 있다.
1931년 세브란스의학전문학교에서 학사] 학위를 취득하였다. 1949년에서부터 1955년까지 육군 군의관으로 복무하였다. 대한결핵협회 사무총장을 지냈으며, 결핵 퇴치 운동의 일환으로 대한민국에서 최초로 크리스마스 씰을 발행하였다.
1958년 제4대 총선에서 자유당 후보로 경기도 제21선거구(김포군)에 출마·낙선하였으며, 1963년 대한민국 제6대 국회의원 선거(서울 중구에서 공화당 국회의원 후보 출마) 국회의원 선거에 출마·낙선하였다. 이후 1992년 대한민국 제14대 국회의원 선거에서 통일국민당 전국구 1번 후보로 지명되어 14대 국회의원 중 최고령(당시 86세) 국회의원이 되었다.
남에게 주는 의사로 일생을 살았기에 그의 소유는 조그마한 집 한 채 밖에 없다. 그는 나을 돕는 좋은 사업이 있으면 우선 그  재정부담을 은행에서 대여받아 사업을진  행하면서 대여한 금액을 벌어서 환불하는 경우가 많았던 만큼 오랜 의사생활에도 생활은 넉넉한 편이 아니었다. 
원주기독교병원의 재건시에 세브란스 병원장과 국제대학장을 역임했음에도 불구하고 초대원장으로 부임하여 의료가 낙후된 영동, 영서권에 위치한 1,000병상의 대형병원으로 성장시켰으며, 연세대의대 원주대학을 설립하는데 공헌을 하며 우수한 의료진을 지방에서도 배출하는 모태가 되었다.   
원주에서 1964년에 문이비인후과를 개원하여 2001년에 폐업할 때까지 37년 가까이 진료하였다.
그 후 2002년 3월 9일에 노환으로 4일간 위중한 증세를 보이다가 2002년 3월 13일에 향년 96세로 별세하였다.

## 학력
- 경성 배재고등보통학교 졸업(1926년)
- 경성세브란스의학전문학교 의학사(1933년)
- 경성제국대학교 대학원 생물학과 이학석사(1936년)
- 경성제국대학교 대학원 법학과 법학석사(1939년)
- 고려대학교 대학원 정치학과 정치학 석사(1954년)
- 연희대학교 의과대학원 의학석사(1960년)
- 연세대학교 의과대학원 의학박사(1966년)

### 명예 박사 학위
- 연세대학교 명예 법학박사
- 고려대학교 명예 정치학 박사
- 상지대학교 명예 경영학 박사

## 상훈과 추모
- 1984년 한국기독병원연합회 제1회 누가상
- 1985년 연세대학교 100주년 기념 명예법학박사
- 1985년 국민훈장 모란장
- 1987년 강원도 문화상
- 1989년 원주시 문화상
- 1989년 대통령 표창
- 1992년 로스앤젤리스 크리스천대학 명예정치학박사
- 1995년 대한민국 독립유공 건국포장[2]
- 1998년 세계평화복지인물대상
- 1998년 대한적십자사 광무장
- 2000년 가나안농군학교 일가상
- 2000년 인간상록수상
- 2002년 대한민국 국민훈장 무궁화장

## 이외 이력
- 고려대학교 의과대학 특임강사
- 연세대학교 의과대학 겸임교수
- 서울대학교 의과대학 외래교수
- 국제대학교 법학과 겸임교수
- 인천간호전문학교 특임강사
- 평택대학교 행정학과 석좌교수

## 문창모를 연기한 배우

### 영화
- 1974년 영화 《증언》 - 배우: 윤일봉(배역: 군의관 육군 대위)

## 역대 선거 결과
|  | 38.65% |

|  | 30.45% |

|  | 17.4% |